# 洪世文
洪世文（1510年—？），字國華，福建福州府閩縣人，民籍，明朝政治人物。

## 生平
嘉靖十三年（1534年）甲午科福建鄉試第五十名。嘉靖十七年（1538年）戊戌科会试第十名，二甲三十五名進士。由户部郎中擢湖广参议。历迁浙江、山东副使。寻以母老乞终养。

## 家族
曾祖洪英，曾任資善大夫都察院右都御史；祖父洪㻞，曾任恩生；父洪晅，曾任知縣。嫡母鄭氏；生母黃氏（1491年-1577年）。慈侍下。弟世遷。弟洪世武，嘉靖二十五年丙午乡试第一，官终南京大理寺评事。